# سكوت براون (لاعب كرة قدم بريطاني)
سكوت براون (بالإنجليزية: Scott Brown) (26 أبريل 1985 بولفرهامبتن في المملكة المتحدة - ) هو لاعب كرة قدم بريطاني في مركز حراسة المرمى. لعب مع نادي أبردين ونادي بريستول سيتي ووولفرهامبتون واندررز وولشبول تاون ‏ ونادي تشيلتنهام تاون لكرة القدم.

## وصلات خارجية
- سكوت براون على موقع قاعدة بيانات كرة القدم.إي يو (الإنجليزية)
- سكوت براون على موقع Soccerbase.com (لاعب) (الإنجليزية)
- سكوت براون على موقع Soccerway.com (الإنجليزية)